# 索菲·路易絲 (梅克倫堡-施威林)
梅克倫堡-施威林的索菲·路易絲（德語：Sophie Luise zu Mecklenburg-Schwerin，1685年5月6日—1735年7月29日），普魯士王后，1708年至1713年在位。
1708年，索菲·路易絲與普魯士國王腓特烈一世結婚，兩人沒有子女。